# Burai: Hachigyoku no yūshi densetsu
 (février 2017).
Si vous disposez d'ouvrages ou d'articles de référence ou si vous connaissez des sites web de qualité traitant du thème abordé ici, merci de compléter l'article en donnant les références utiles à sa vérifiabilité et en les liant à la section « Notes et références ».
 Burai: Hachigyoku no yūshi densetsu (ブライ・八玉の勇士伝説) est un jeu vidéo de rôle au tour par tour, développé par Riverhill Software. Il est sorti uniquement au Japon, initialement sur MSX puis porté sur PC-Engine, Mega-CD et Super Famicom.

## Synopsis
Le monde Kypros est habité par plusieurs races intelligentes : des humains, des reptiles, des canins, etc. La paix règne depuis que le dieu de la lumière, Risk, a banni le dieu maléfique, Daar. Mais le démon Bido tente de ressusciter Daar. Les 8 porteurs de perles doivent l'en empêcher pour maintenir la paix.

## Informations supplémentaires
Le character design est l’œuvre de Shingo Araki et Michi Himeno connus pour leurs illustrations des Chevaliers du Zodiaque.

## Série
1. Burai: Jōkan (1989)
2. Burai: Gekan - Kanketsu-hen (1990)
3. Burai: Hachigyoku no yūshi densetsu (1991, MSX, PC-Engine, Mega-CD, SFAM)
4. Burai II: Yami kōtei no gyakushū (1992)